# XL Airways France
XL Airways France és una aerolínia francesa que s'especialitza en vols turístics entre la França metropolitana i Carib, l'Illa de Reunió, els Estats Units i la conca del Mediterrani. La seva base principal és l'Aeroport de París-Charles de Gaulle. Fundada el 1994 amb el nom de Star Europe i posteriorment Star Airlines, fou reanomenada a XL Airways el novembre del 2006.
XL Airways France opera tant vols regulars que comercialitza ella mateixa com vols xàrter per a agències de viatges majoristes. L'aerolínia té la certificació IOSA de l'Associació Internacional del Transport Aeri (IATA).
El desembre del 2016, XL Airways France s'uní a La Compagnie per formar el primer grup aeri de llarg abast i baix preu de França.
El juliol del 2018, XL Airways fou elegida millor companyia de lleure a França del 2018 a l'entrega de premis dels Skytrax World Airline Awards.
XL Airways deixà de vendre bitllets el 19 de setembre del 2019 a causa de problemes financers.